# Kosmów-Kolonia
Kosmów-Kolonia – wieś w Polsce, w Kaliskiem, w województwie wielkopolskim, w powiecie kaliskim, w gminie Ceków-Kolonia.
W latach 1975–1998 miejscowość administracyjnie należała do województwa kaliskiego.